# 삼성역
삼성역(Samseong Station, 三成驛)은 서울특별시 강남구 테헤란로에 있는 서울 지하철 2호선의 전철역이다. 무역센터는 서울특별시 고시로 지정된 병기역명이다. 테헤란로와 영동대로가 교차한 곳에 위치하며, 코엑스와 연결되어 있다. 심야 주박역으로 내·외선 심야 막차는 이 역까지 운행한다. 북쪽으로 7호선 청담역과 9호선 봉은사역, 남쪽으로는 3호선 학여울역이 있다. 삼성교 하저터널로 종합운동장역과 연결된다. 심야에 2편성이 주박한다.

## 역명 유래
공사 당시에는 '종합전시장역', '삼성역', '봉은사역'이 거론되었으나 종합전시장이라는 역명은 부적절하다는 결론이 내려졌고, 삼성역은 경부선 상에 동일한 이름을 가진 역이 있지만 지역적 위치 특성상 매표업무에 있어서 혼동할 우려가 없어 삼성역을 쓰기로 결정했다. 지명의 유래는 닥점(저자도리, 楮子島里), 봉은사(奉恩寺), 무동도(舞童島)의 세 마을을 합하여 삼성리라 한 데서 유래한다.

## 역사
- 1982년 12월 9일: 삼성역으로 역명 결정[2]
- 1982년 12월 23일: 종합운동장~교대역 구간 개통과 함께 영업 개시
- 2006년 8월: 스크린도어 설치
- 2010년 11월 12일: 2010년 서울 G20 정상회의로 인해 당역 무정차 통과
- 2012년 3월 26~27일 오후 6시: 2012년 핵안보정상회의로 인해 당역 무정차 통과
- 2025년 4월 ~ 현재 : 역 시설 개량공사

## 역 구조
1면 2선의 섬식 승강장이며, 승강장에 스크린도어가 설치돼 있다. 심야 주박 역이다. 출구는 8개가 있다.

### 승강장
| 종합운동장 ↑ |
| 내 외 \|     |
| ↓ 선릉       |

| 외선순환 | ● 서울 지하철 2호선 | 잠실·성수·왕십리·을지로3가 방면 |
| 내선순환 | ● 서울 지하철 2호선 | 선릉·교대·사당·신도림 방면      |

2025년 6월 기준으로 리모델링 공사를 하고 있으며 내선 승강장을 신설하는 공사도 병행하고 있다. 리모델링이 끝나면 수도권 전철 1호선 외대앞역, 대전 도시철도 1호선 중앙로역과 구조가 같아질 전망이다.

## 역 주변
- Hapa kirstin (하파크리스틴 파르나스몰점)
- 글라스타워
- 프릭 업 스튜디오
- 스타필드 코엑스몰
  - 영풍문고 코엑스점
  - 메가박스 코엑스
  - 서울코엑스컨벤션센터(COEX)
  - 시코르 스타필드 코엑스점
- 롯데면세점
- 서울강남경찰서
- 서울강남소방서
- 도로교통공단 강남운전면허시험장
- 대명중학교
- 러시아 대사관
- 영동대로복합환승센터 (2026년 예정)[3]
- 봉은사
- 인터파크
- 삼성1동행정복지센터
- 카카오M
- 키이스트
- 삼성메디슨빌딩
- 트레이드 타워
- 삼탄빌딩
- 서울의료원 강남분원
- 세아벤처타워빌딩
- 아셈타워
- 파크하얏트서울호텔
- 그랜드인터컨티넨탈 서울파르나스
- 하이브로
- 한국남부발전
- 한국산업은행
- 한국중부발전
- 한국종합무역센터
- 한국토지주택공사 서울지사
- 휘문고등학교
- 한국도심공항터미널
- 현대백화점 무역센터점
- 현대자동차 글로벌 비즈니스센터 (공사중)
- KT&G 서울사옥
- ● 서울 지하철 7호선 청담역 방면
- ● 서울 지하철 9호선 봉은사역 방면

## 영업 중단
코엑스와 가장 인접해 있고, 직접 연결되어 있는 역이기 때문에 국가 정상회의 등이 개최되면 안전을 위해 행사 기간 중에는 무정차 통과하며 당일 종착열차는 종합운동장역, 선릉역에 정차한 다음, 주박선으로 향한다.

## 이용객 변동
| 노선  | 노선   | 일평균 인원수 (명/일) | 일평균 인원수 (명/일) | 일평균 인원수 (명/일) | 일평균 인원수 (명/일) | 일평균 인원수 (명/일) | 일평균 인원수 (명/일) | 일평균 인원수 (명/일) | 일평균 인원수 (명/일) | 일평균 인원수 (명/일) | 일평균 인원수 (명/일) | 각주  |
| 노선  | 노선   | 2000년                | 2001년                | 2002년                | 2003년                | 2004년                | 2005년                | 2006년                | 2007년                | 2008년                | 2009년                | 각주  |
| ----- | ------ | --------------------- | --------------------- | --------------------- | --------------------- | --------------------- | --------------------- | --------------------- | --------------------- | --------------------- | --------------------- | ----- |
| 2호선 | 승차   | 69,161                | 75,488                | 75,444                | 76,164                | 75,992                | 74,371                | 73,402                | 72,765                | 71,556                | 70,331                | [ 4 ] |
| 2호선 | 하차   | 72,174                | 78,699                | 78,267                | 78,719                | 78,357                | 77,043                | 76,196                | 75,374                | 74,043                | 73,360                | [ 4 ] |
| 2호선 | 승하차 | 141,335               | 154,187               | 153,710               | 154,883               | 154,349               | 151,414               | 149,598               | 148,140               | 145,598               | 143,691               | [ 4 ] |
| 노선  | 노선   | 2010년                | 2011년                | 2012년                | 2013년                | 2014년                | 2015년                | 2016년                | 2017년                | 2018년                |                       | [ 4 ] |
| 2호선 | 승차   | 69,863                | 70,501                | 68,002                | 63,261                | 60,051                | 59,117                | 56,277                | 56,078                | 59,064                |                       | [ 4 ] |
| 2호선 | 하차   | 73,228                | 73,174                | 70,096                | 65,033                | 62,146                | 60,951                | 58,136                | 57,908                | 60,508                |                       | [ 4 ] |
| 2호선 | 승하차 | 143,091               | 143,675               | 138,098               | 128,295               | 122,197               | 120,068               | 114,413               | 113,986               | 119,572               |                       | [ 4 ] |

## 인접한 역
| 서울 지하철 2호선 을지로순환선 | 서울 지하철 2호선 을지로순환선 | 서울 지하철 2호선 을지로순환선 |
| ------------------------------ | ------------------------------ | ------------------------------ |
| 218 종합운동장 외선순환        | ● 서울 지하철 2호선            | 220 선릉 내선순환              |

## 사진

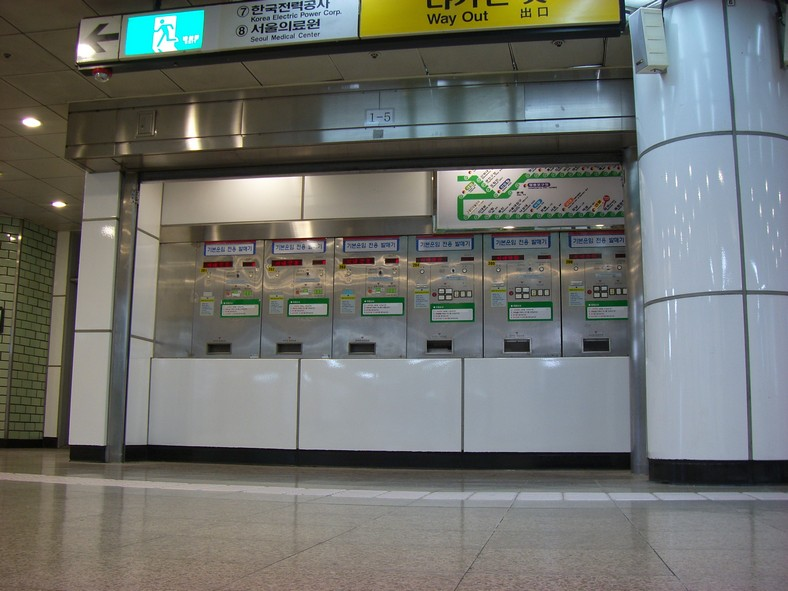
삼성역 1
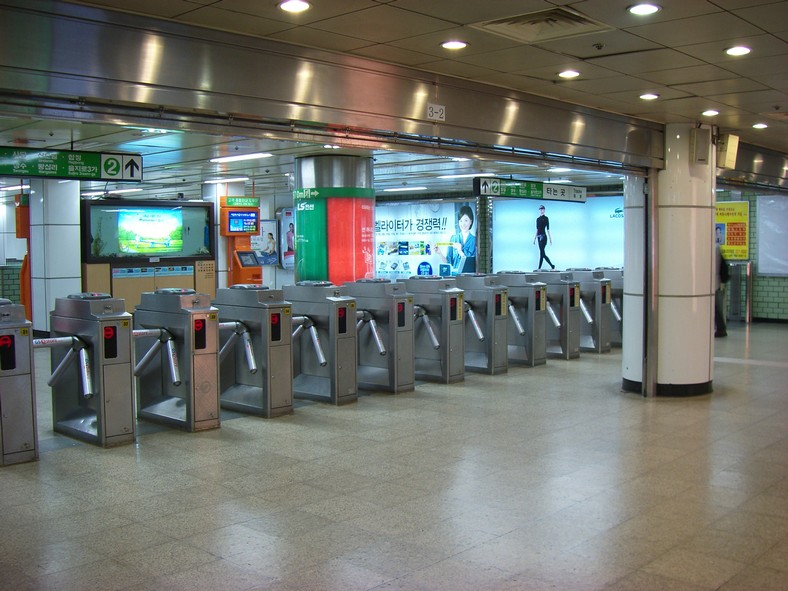
삼성역 2
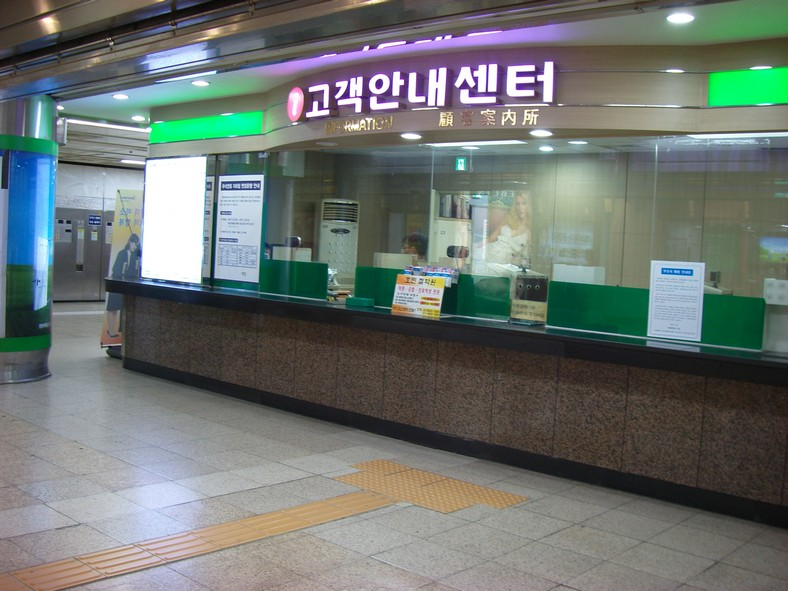
삼성역 3
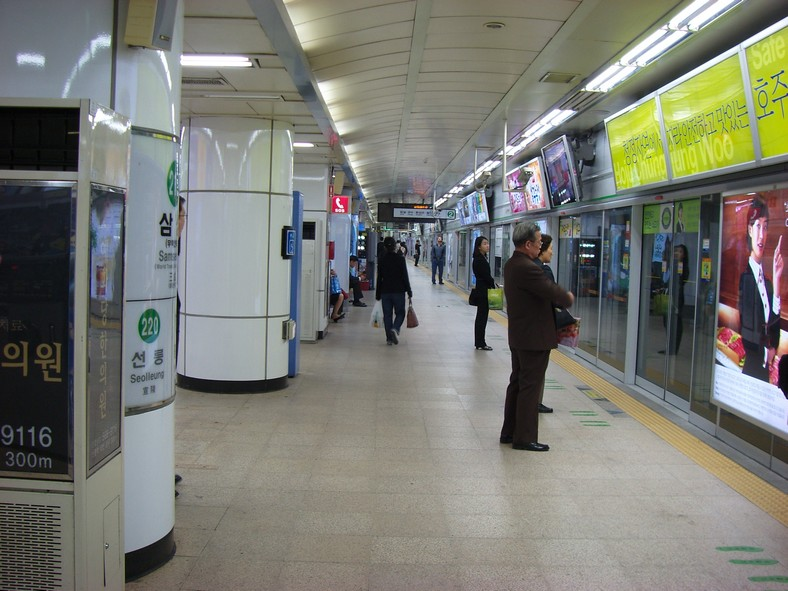
삼성역 4
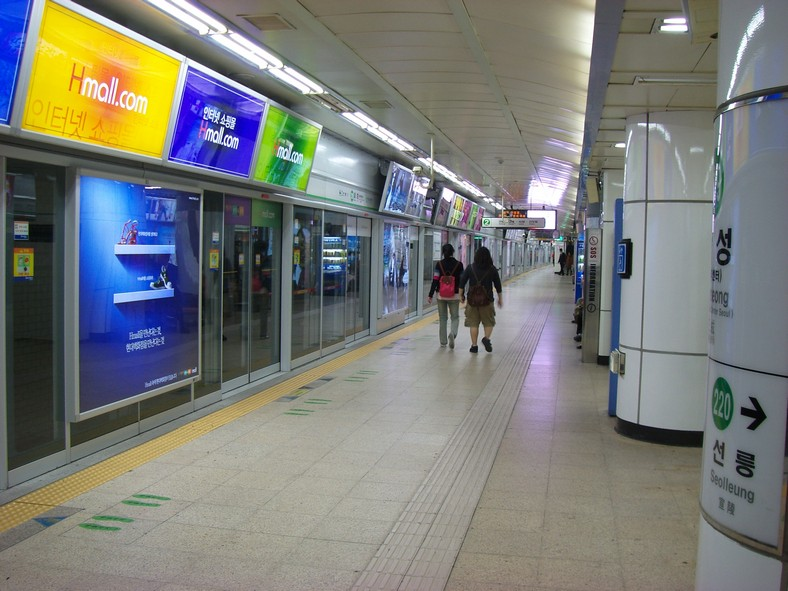
삼성역 5
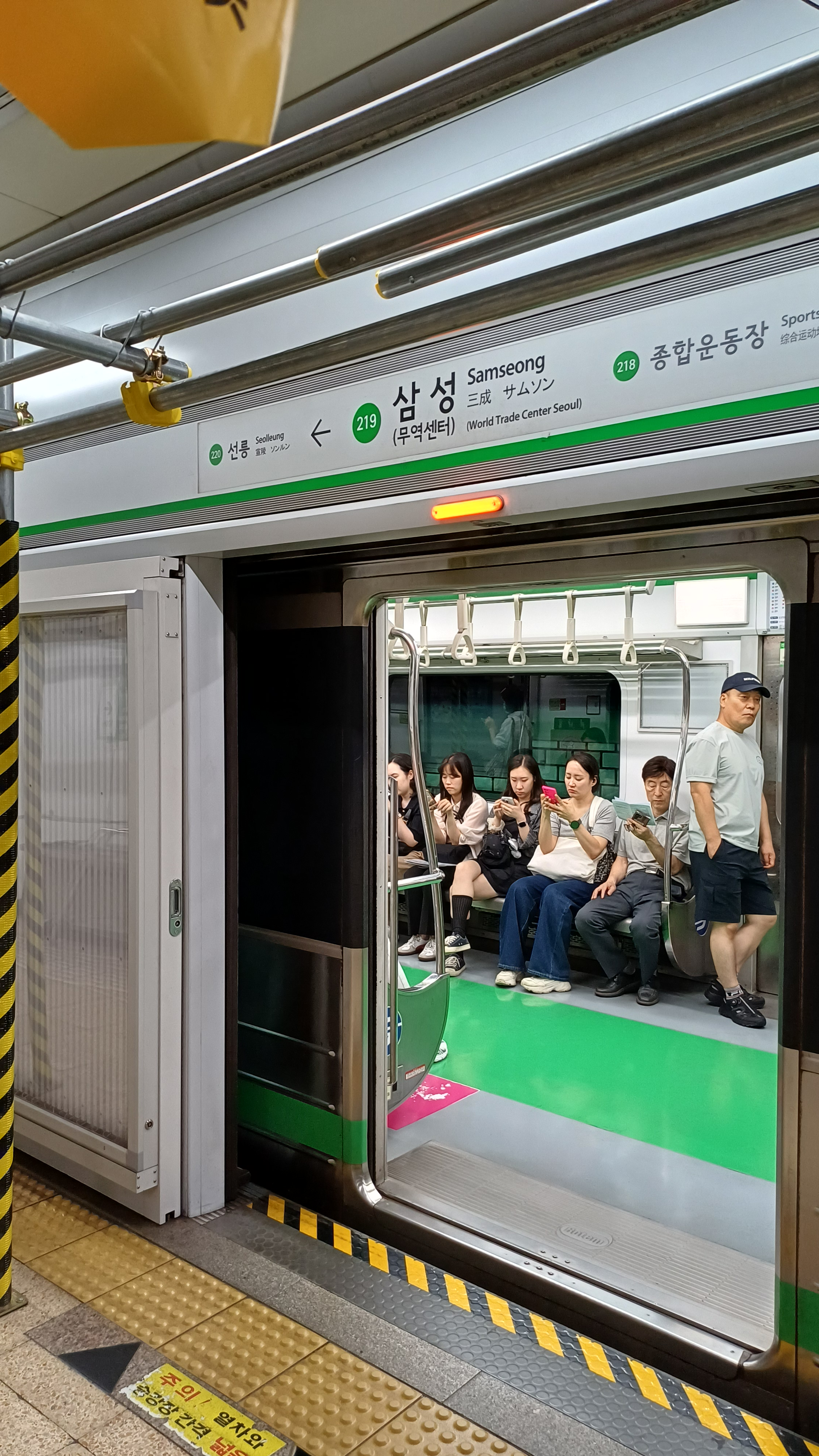
스크린도어